# Marko Pršić
Marko Pršić (in serbo Марко Пршић?; 13 settembre 1990) è un giocatore di calcio a 5 serbo.

## Carriera
Formatosi come calciatore, Pršić inizia la carriera nel calcio a 5 a 18 anni con il Marbo Intermezzo. Punto di riferimento della Nazionale di calcio a 5 della Serbia per oltre un decennio, nonché capitano, Pršić ha disputato due edizioni della Coppa del Mondo e tre campionati europei.

## Palmarès
- Campionato serbo: 5
Ekonomac: 2014-15, 2015-16, 2016-17, 2017-18
FON: 2020-21
- Coppa di Serbia: 5
Marbo Intermezzo: 2010-11, 2011-12
Ekonomac: 2016-17, 2017-18
FON: 2020-21
- Campionato inglese: 1
Baku United: 2013-14
- FA Cup: 1
Baku United: 2013-14